# Коэн, Моррис Генрихович
Мо́ррис Ге́нрихович Ко́эн (оперативный псевдоним — Питер Крогер; 2 июля 1910, Нью-Йорк — 23 июня 1995, Москва) — советский разведчик американского происхождения, Герой Российской Федерации (звание присвоено посмертно в 1995 году).

## Биография

### Семья
Родился 2 июля 1910 года в Нью-Йорке в еврейской семье, его родители были выходцами из Российской империи (отец — уроженец Киевской губернии, мать — из Вильно).
Закончил Колумбийский университет благодаря спортивной стипендии, которую он получил, играя в регби. По окончании университета некоторое время преподавал историю.

### Служба в разведке
В 1937 году в составе интернациональной бригады отправился добровольцем на гражданскую войну в Испанию, где был ранен. Находясь в Испании, попал в поле зрения советской внешней разведки. Дал согласие на сотрудничество, как утверждается, желая участвовать в совместной борьбе против нацистской угрозы. В 1938 году по заданию советской разведки Коэн возвратился в США в качестве агента-связника. В 1941 году женился на Леонтине Терезе Петке, с которой познакомился на антифашистском митинге в Нью-Йорке. Супруга полностью разделяла жизненные идеалы и взгляды мужа.
Во время Второй мировой войны в 1942 году был мобилизован в армию и участвовал в боевых действиях на территории Европы, в 1945 году был демобилизован и вернулся в США. В декабре того же года с ним была восстановлена связь. Несмотря на поражение нацизма, Моррис Коэн без колебаний дал согласие продолжать сотрудничество с советской разведкой. Однако до 1948 года связь с агентом была заморожена в связи с резким обострением обстановки антисоветизма и шпиономании в США.
В 1949 году супруги Коэны стали связными для советского разведчика Рудольфа Абеля. С ним они работали до 1950 года, когда из-за угрозы провала они были переправлены в СССР.
В 1954 году вместе с супругой был направлен в Великобританию (с паспортами на имя новозеландских супругов Питера и Хелен Крогеров), где был радистом разведчика Конона Молодого. С 1955 по 1960 год передал в «Центр» большое количество важных секретных материалов, в том числе по ракетному оружию, получивших высокую оценку специалистов.

### Провал
В результате предательства начальника отдела оперативной техники польской разведки Михала Голеневского, завербованного ЦРУ, британской контрразведке МИ-5 стало известно, что в британских ВМС работают советские агенты. На основании информации, полученной от ЦРУ, удалось установить их личность и зафиксировать передачу материалов Конону Молодому.
7 января 1961 года Конон Молодый был арестован, а через некоторое время, изучая его контакты, МИ-5 вышла на супругов Коэн, поддерживавших связь с разведчиком. На судебном процессе Молодый отрицал причастность семейной четы к разведывательной деятельности, но несмотря на то, что британскому суду не удалось доказать причастность четы Крогеров к работе на советскую разведку, на основании сведений, предоставленных США, Питер был приговорён к 25 годам, а Хелен — к 20 годам тюремного заключения.

### Освобождение и переезд в СССР
В августе 1969 года власти Великобритании дали согласие на обмен супругов Коэн на арестованного в СССР Джералда Брука, осужденного за ввоз в СССР антисоветских материалов, а также ещё двух британцев, осужденных за попытку ввоза в СССР наркотиков. В октябре того же года состоялся обмен. Супруги обосновались в Москве, получили советское гражданство. Моррис Коэн всю оставшуюся жизнь посвятил подготовке будущих специалистов разведывательного ведомства СССР.
23 июня 1995 года М. Г. Коэн скончался. Похоронен в Москве на Кунцевском кладбище, рядом со скончавшейся тремя годами ранее супругой, которой, как и ему, посмертно было присвоено звание Героя Российской Федерации.
11 января 2023 года на здании дома на Большой Бронной улице, в котором жили Коэны, была открыта мемориальная доска в их честь.

## Награды
- 20 июля 1995 года Указом президента РФ за успешное выполнение специальных заданий по обеспечению государственной безопасности в условиях, сопряжённых с риском для жизни, проявленные при этом героизм и мужество Моррису Коэну (посмертно) было присвоено звание Героя Российской Федерации.
- За выдающийся вклад в обеспечение государственной безопасности СССР он награждён орденами Красного Знамени и Дружбы народов.

## Увековечивание в культуре
- Документальный фильм «Марафонцы разведки» (цикл «Живая история», Пятый канал, 2009 год)[4][5]